# Stanislav Kozyrev
Stanislav Sergeyevich Kozyrev (tiếng Nga: Станислав Серге́евич Козырев; sinh ngày 22 tháng 3 năm 1987 ở Oryol) là một cầu thủ bóng đá người Nga. Anh thi đấu cho FC Avangard Kursk.